# Noevir Stadium Kobe
Das Noevir Stadium Kobe (jap. ノエビアスタジアム神戸, Noebia Sutajiamu Kōbe, eigentlich: 御崎公園球技場, Misaki Kōen Kyūgijō, engl. Misaki Park Stadium) ist ein Rugby- und Fußballstadion in der japanischen Stadt Kōbe, Präfektur Hyōgo, auf der Insel Honshū.

## Geschichte
Das Stadion wurde anlässlich der Fußball-Weltmeisterschaft 2002 errichtet und im Oktober 2001 fertiggestellt. Die Baukosten lagen bei 206 Millionen Euro. Damals bot es 42.000 Plätze. Derzeit bietet es nach dem Rückbau der Tribünen hinter den Toren und einem schließbaren Dach 30.132 Zuschauen Platz.
Das Stadion ist die Heimstatt des japanischen Fußballvereins Vissel Kōbe, der hier seine Heimspiele in der J. League austrägt.
In der Arena finden auch regelmäßig die Rugbyspiele der Kobe Steel Kobelco Steelers aus der Top League statt.

## Name
Am 1. März 2007 wurde die Arena in Home’s Stadium Kobe umbenannt, da die Next (Eigentümer der Immobilien-Website Home’s) Namensgeber wurde. 2012 suchte die Stadt Kōbe einen neuen Namenssponsoren. Das in der Stadt ansässige Kosmetikunternehmen Noevir war der einzige Interessent und sicherte sich das Namensrecht für drei Jahre gegen Zahlung von jährlich 65 Millionen Yen. Seit dem 1. März 2013 trägt es die Bezeichnung Noevir Stadium Kobe.

## Spiele der Fußball-WM 2002
Folgende Spiele der Fußball-Weltmeisterschaft 2002 wurden in Kōbe ausgetragen:
Gruppenspiele:
- 5. Juni 2002:  Russland –  Tunesien 2:0
- 7. Juni 2002:  Schweden –  Nigeria 2:1

Achtelfinale:
- 17. Juni 2002:  Brasilien –  Belgien 2:0

## Galerie

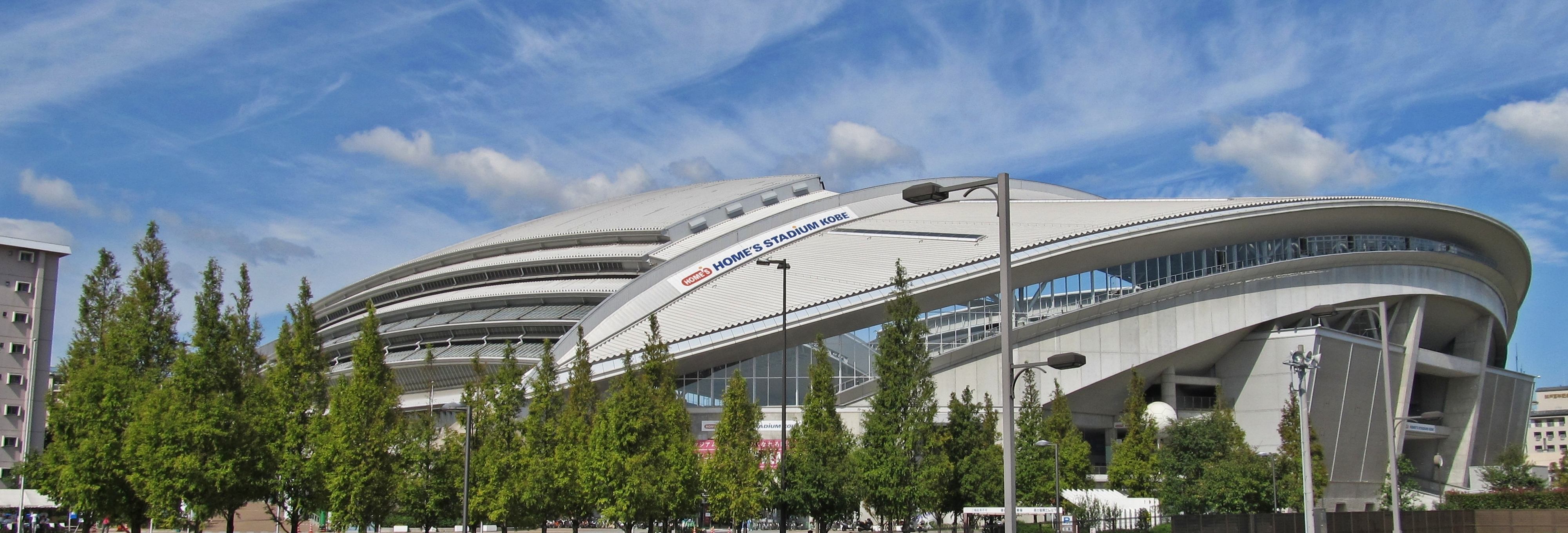
Außenansicht
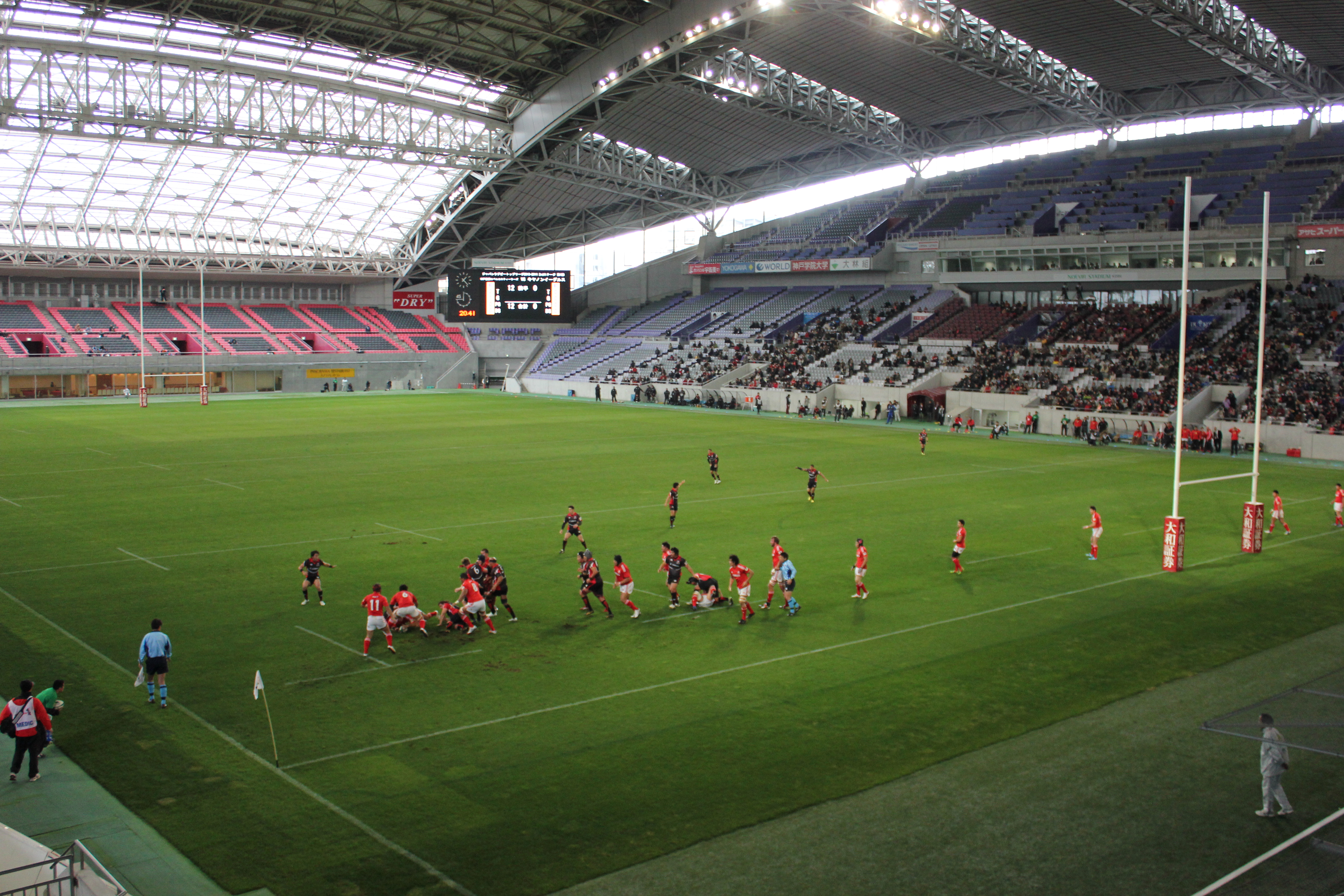
Rugbyspiel im Stadion mit geschlossenem Dach
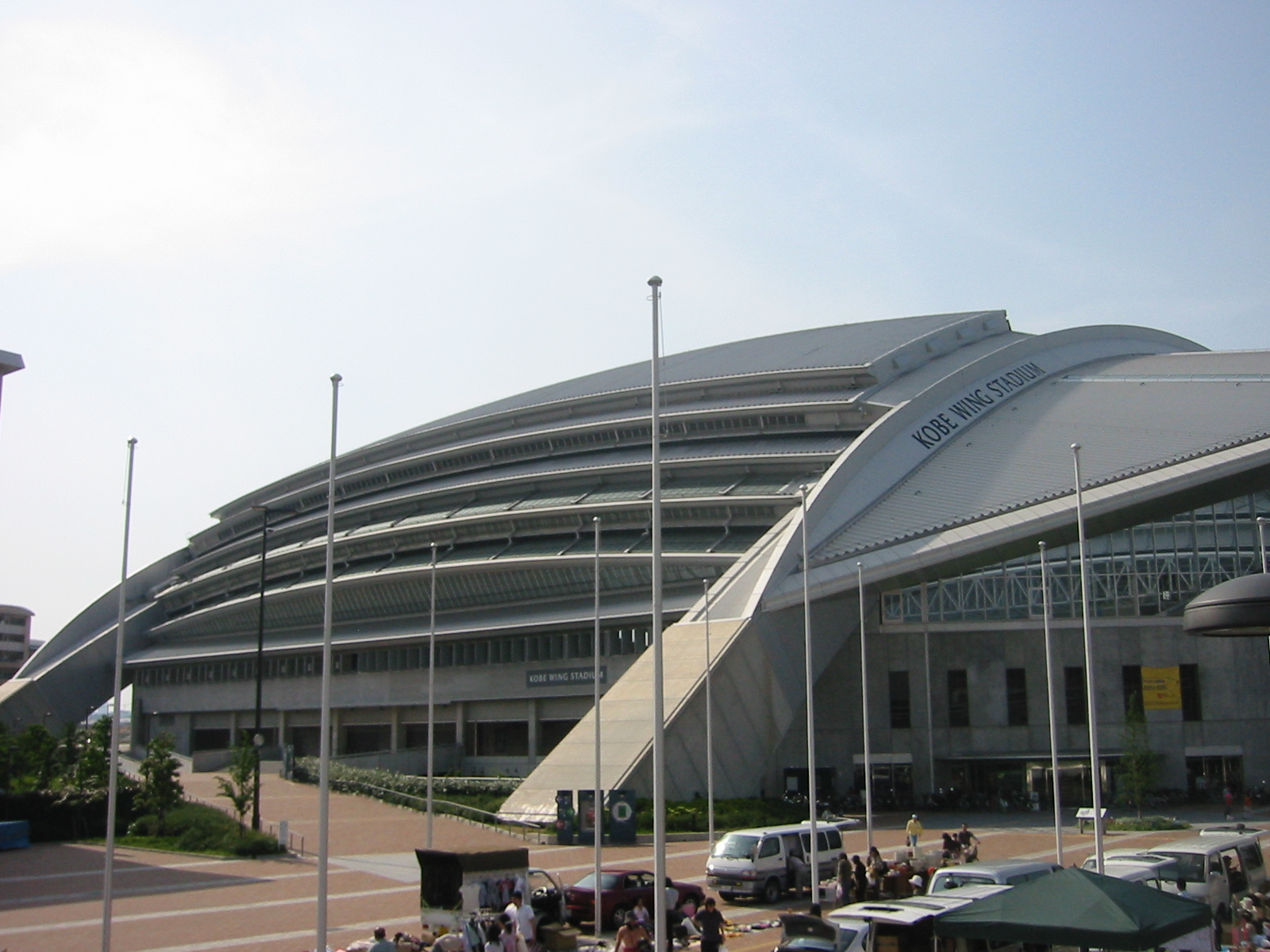
Teil des schließbaren Daches